# Spoorlijn Bon-Encontre - Vic-en-Bigorre
De spoorlijn Bon-Encontre - Vic-en-Bigorre is een gedeeltelijk opgebroken Franse spoorlijn van Bon-Encontre naar Vic-en-Bigorre. De lijn totale lijn was 129,7 km lang en heeft als lijnnummer 647 000.

## Geschiedenis
De lijn werd in gedeeltes geopend door de Compagnie des Chemins de fer du Midi, van Bon-Encontre naar Auch op 16 november 1865, van Auch naar Mirande op 31 mei 1869 en van Mirande naar Vic-Bigorre op 2 december 1869.
Personenvervoer tussen Auch en Vic-en-Bigorre werd tussen 17 juni en 6 oktober 1940 opgeheven en daarna definitief op 1 juni 1959. Op het gedeelte tussen Bon-Encontre en Auch was er personenverkeer tot 9 april 1970. 
Goederenvervoer was er tussen Auch en Vic-en-Bigorre tot 28 juni 1959, tussen Sainte-Christie en Auch tot 1 juli 2015 en tussen Bon-Encontre en Sainte-Christie tot 1 maart 2016.

## Aansluitingen
In de volgende plaatsen is of was er een aansluiting op de volgende spoorlijnen:
Bon-Encontre
RFN 640 000, spoorlijn tussen Bordeaux-Saint-Jean en Sète-Ville
Auch
RFN 646 000, spoorlijn tussen Eauze en Auch
RFN 648 000, spoorlijn tussen Saint-Agne en Auch
Vic-en-Bigorre
RFN 652 000, spoorlijn tussen Morcenx en Bagnères-de-Bigorre